# William V. Harris
William Vernon Harris (nascido em 13 de setembro de 1938) é um professor de Historia na Columbia University. Ele é autor de inúmeras monografias inovadoras sobre o mundo greco-romano, é membro da Academia Americana de Artes e Ciências e recebeu o Prêmio de Realização Distinta da Fundação Andrew W. Mellon em 2008.

## Publicações

### Monografias
- 1971: Rome in Etruria and Umbria (Oxford: Clarendon Press ), pp. x + 370
- 1979: War and Imperialism in Republican Rome, 327–70 BC (Oxford: Clarendon Press), pp. Xii + 293 (reimpressão corrigida, 1985; tradução em espanhol: Guerra e imperialismo en la Roma republicana, 327-70 a.C.). C. Madrid: Siglo XXI )
- 1989: Ancient Literacy (Cambridge, Massachusetts: Harvard UP ), pp. xvi + 383 (1991: tradução italiana: Lettura e istruzione nel mondo antico, Rome and Bari: Laterza)
- 2002: Restraining Rage: the Ideology of Anger Control in Classical Antiquity (Cambridge, Massachusetts: Harvard UP), recebeu o Prêmio James Henry Breasted de 2002 da American Historical Association
- 2009: Dreams and Experience in Classical Antiquity (Harvard University Press)
- 2011: Economia Imperial de Roma: Doze Ensaios (Oxford University Press)
- 2016: Poder Romano: Mil Anos de Império ( Cambridge University Press )

### volumes editados
- 1984: The Imperialism of Mid Republican Rome (Papers and Monographs of the American Academy in Rome, vol. xxix, Rome)
- 1986: (com Roger S. Bagnall ) Studies in Roman Law in Memory of A. Arthur Schiller (Columbia Studies in the Classical Tradition, vol. 13, Leiden)
- 1993: A Economia Inscrita: Produção e Distribuição no Império Romano à luz do instrumentum domesticum (Suplementar vol.6 do Journal of Roman Archaeology, Ann Arbor)
- 1999: As Transformações da Urbs Roma na Antiguidade Tardia (Suplementar vol. 33 do Journal of Roman Archaeology)
- 2004: (com Giovanni Ruffini) Antiga Alexandria entre o Egito e a Grécia (Columbia Studies in the Classical Tradition, vol. 26, Leiden: EJ Brill )
- 2005: Repensando o Mediterrâneo (Oxford: Clarendon Press)
- 2005: (com Elio Lo Cascio ) Noctes Campanae: studi di storia ed archeologia dell'Italia preromana e romana in memoria di Martin Frederiksen (Nápoles: Luciano)
- 2005: A propagação do cristianismo nos primeiros quatro séculos: ensaios de explicação (Columbia Studies in the Classical Tradition, vol. 27, Leiden: EJ Brill)
- 2008: Sistemas Monetários dos Gregos e Romanos (Oxford: Oxford University Press )
- 2008: (com Brooke Holmes) Aelius Aristides entre Grécia, Roma e os Deuses
- 2011: (com Kristine Iara) Tecnologia Marítima na Economia Antiga (Portsmouth, RI)
- 2013: Transtornos Mentais no Mundo Clássico (Columbia Studies in the Classical Tradition, vol. 38, Leiden: EJ Brill)
- 2013: O antigo ambiente mediterrâneo entre ciência e história (Columbia Studies in the Classical Tradition, vol.39, Leiden: EJ Brill)
- 2013: Moses Finley and Politics (Columbia Studies in the Classical Tradition, vol. 40, Leiden: EJ Brill)
- 2016: Medicina popular no mundo greco-romano (Columbia Studies in the Classical Tradition, vol. 42, Leiden: EJ Brill)